# Sokutai

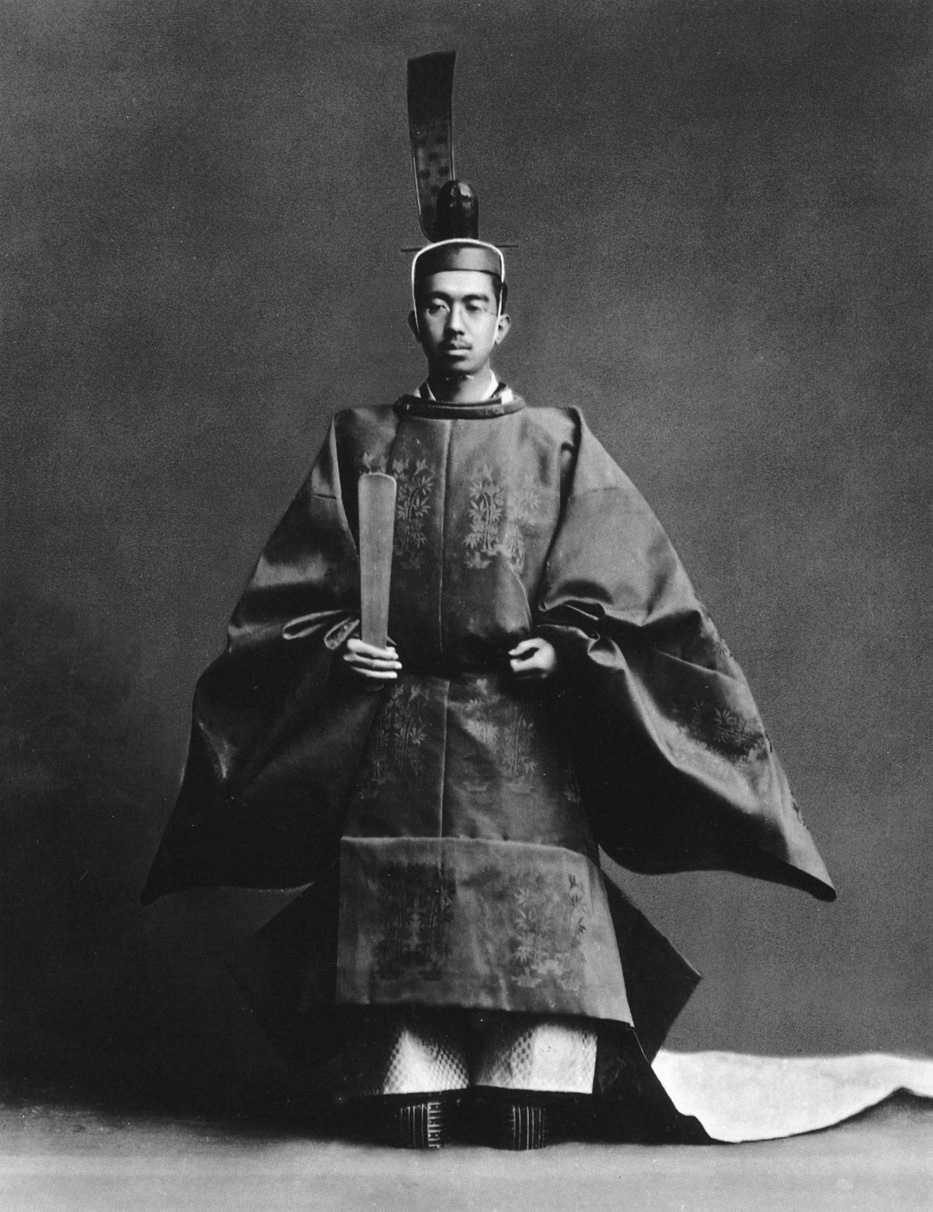
L'empereur Shōwa lors de sa cérémonie d'intronisation portant un sokutai et tenant un shaku.

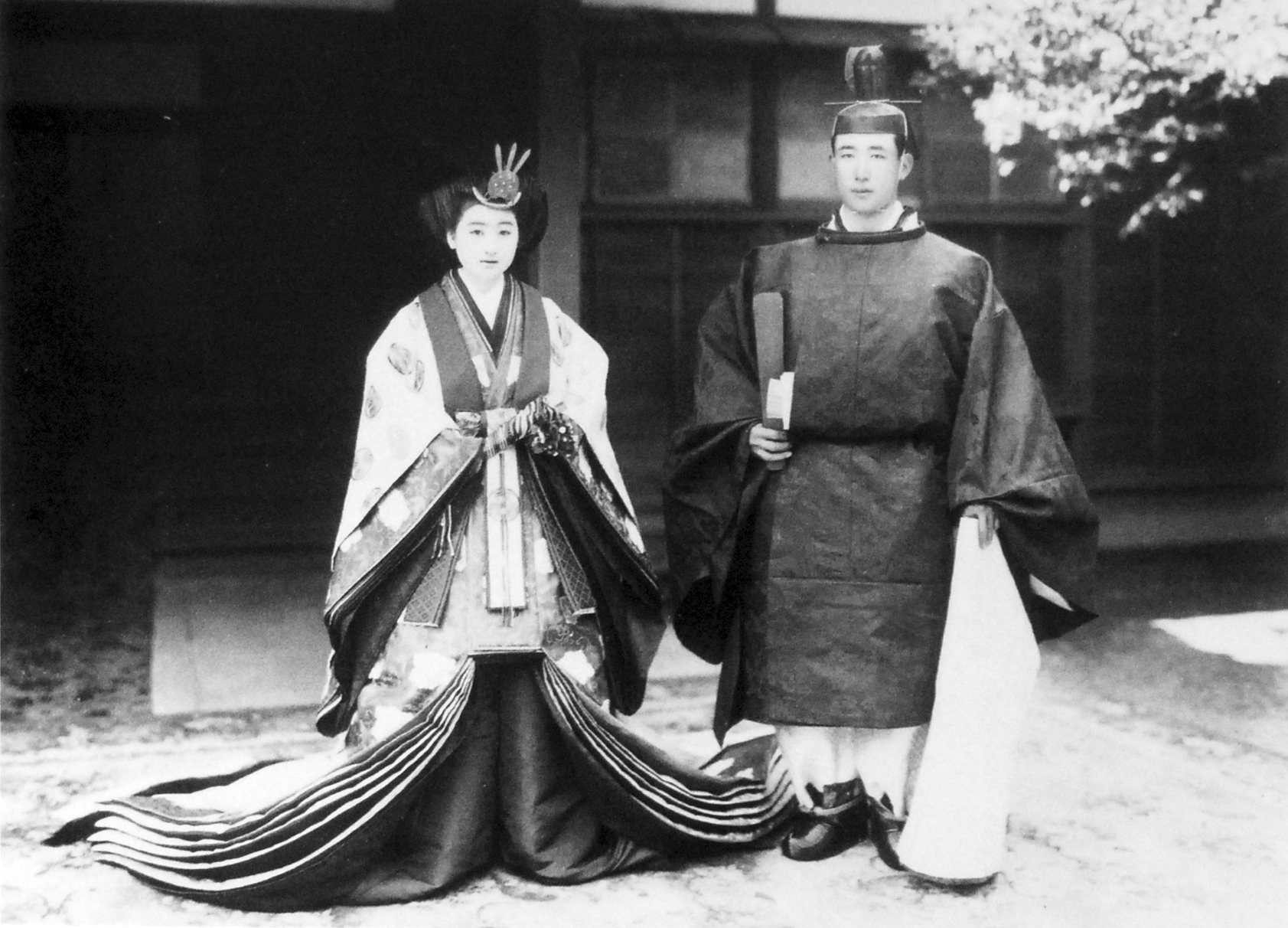
Le prince Nagahisa Kitashirakawa avec la princesse Sachiko le jour de son mariage. Le prince porte le sokutai tandis que la princesse porte le jūnihitoe.

Le sokutai (束帯) est un vêtement porté seulement par les courtisans, les aristocrates à la cour et l'empereur du Japon. Le sokutai comprend un shaku (笏), un bâton rituel plat ou sceptre et un couvre-chef appelé kanmuri (冠) (voir photo).
Le costume se compose de plusieurs parties : le hitoe (単), le akome (袙), le shitagasane (下 袭), le hanpi (半臂) et le ho (袍). 
Normalement plus utilisé, le sokutai est cependant toujours porté par les membres de la cour impériale et les responsables gouvernementaux (y compris le Premier ministre) en de rares occasions, comme les mariages et les cérémonies d'intronisation.

## Source de la traduction
- (en) Cet article est partiellement ou en totalité issu de l’article de Wikipédia en anglais intitulé « Sokutai » (voir la liste des auteurs).